# Formation et évolution du Système solaire
Vous lisez un « bon article » labellisé en 2010.

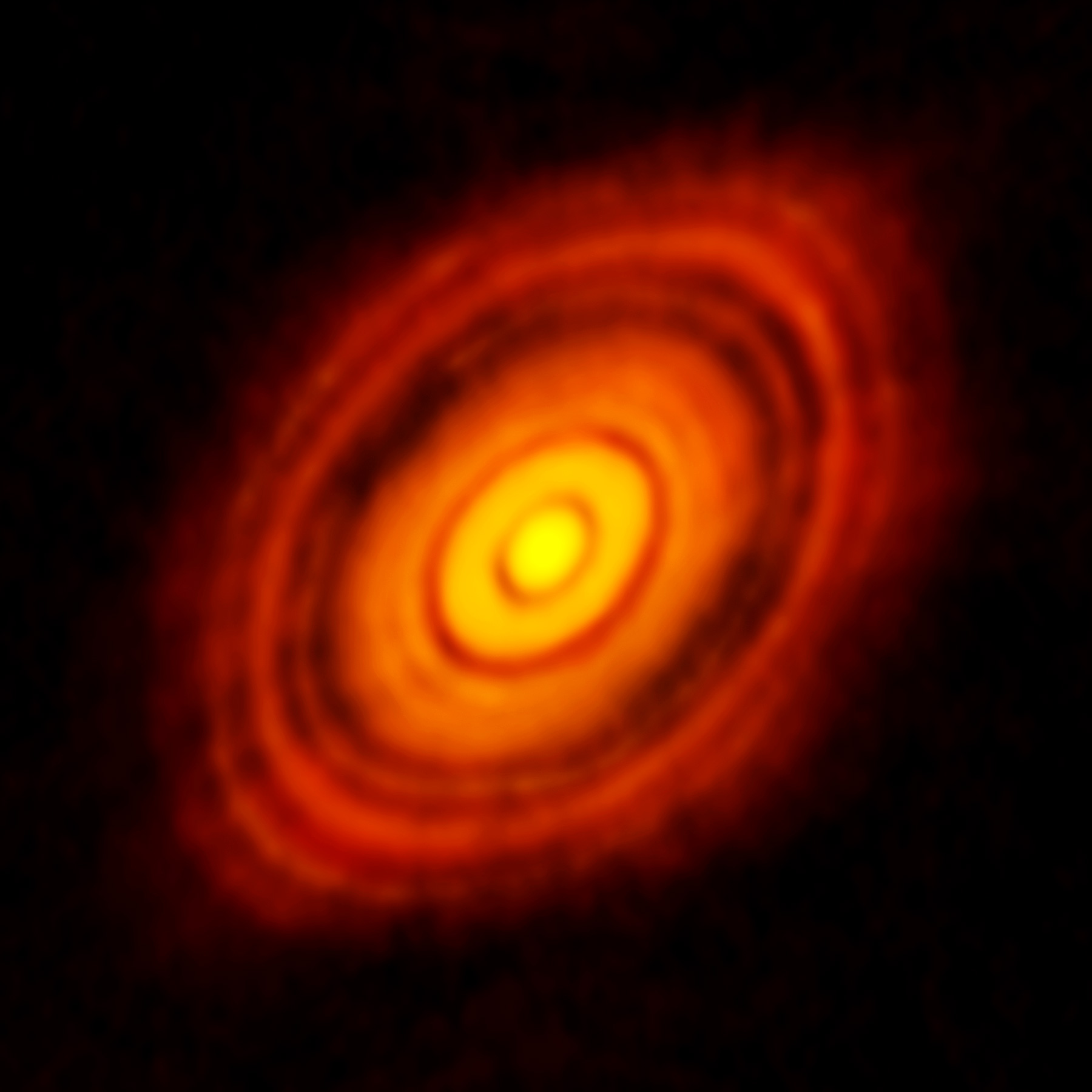
Disque protoplanétaire de HL Tauri (image réalisée par l'Atacama Large Millimeter Array).

La formation et l'évolution du Système solaire, le système planétaire qui abrite la Terre, sont déterminées par un modèle aujourd'hui très largement accepté et connu sous le nom d'« hypothèse de la nébuleuse solaire ». Ce modèle a été développé au XVIIIe siècle par Emanuel Swedenborg, Emmanuel Kant et Pierre-Simon de Laplace. Les développements consécutifs à cette hypothèse ont fait intervenir une grande variété de disciplines scientifiques comprenant l'astronomie, la physique, la géologie et la planétologie. Depuis le début de la conquête de l'espace dans les années 1950 et à la suite de la découverte des exoplanètes dans les années 1990, les modèles ont été remis en cause et affinés pour tenir compte des nouvelles observations.
Selon les estimations issues de ce modèle, le Système solaire a commencé d'exister il y a 4,55 à 4,56 milliards d'années avec l'effondrement gravitationnel d'une petite partie d'un nuage moléculaire géant. La plus grande partie de la masse du nuage initial s'est effondrée au centre de cette zone, formant le Soleil, alors que ses restes épars ont formé le disque protoplanétaire sur la base duquel se sont formés les planètes, les lunes, les astéroïdes et les autres petits corps du Système solaire.
Le Système solaire a considérablement évolué depuis sa formation initiale. Nombre de lunes se sont formées à partir du disque gazeux et des poussières encerclant leurs planètes associées, alors qu'on suppose que d'autres ont été formées indépendamment puis capturées par une planète. Enfin, d'autres encore, comme le satellite naturel de la Terre, la Lune, seraient (très probablement) le résultat de collisions cataclysmiques. Des collisions entre des corps ont eu lieu continuellement jusqu'à nos jours et ont joué un rôle central dans l'évolution du Système solaire. Les positions des planètes ont sensiblement glissé, et certaines planètes ont échangé leurs places. On suppose maintenant que cette migration planétaire a été le principal moteur de l'évolution du jeune Système solaire.
Dans environ 5 milliards d'années, le Soleil se refroidira et s'étendra bien au-delà de son diamètre actuel, pour devenir une géante rouge. Il éjectera alors ses couches supérieures selon le schéma des nébuleuses planétaires, et laissera derrière lui un cadavre stellaire : une naine blanche. Dans un futur lointain, l'attraction gravitationnelle d'étoiles passant dans le voisinage arrachera alors progressivement le cortège des planètes de l'ancien système à son étoile. Certaines planètes seront détruites alors que d'autres seront éjectées dans l'espace. Au bout de plusieurs milliers de milliards d'années, il est probable que le Soleil, devenu une naine noire, sera seul et glacé, sans aucun corps gravitant dans son orbite.

## Histoire de la théorie actuelle

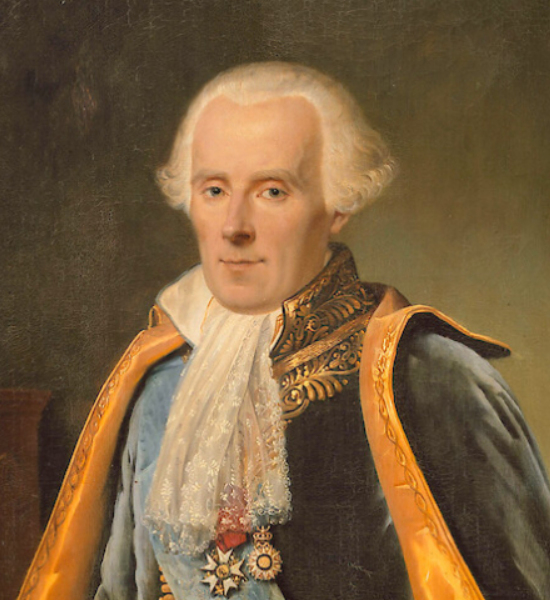
Pierre-Simon de Laplace, l'un des fondateurs de l'hypothèse de la nébuleuse solaire.

Les idées relatives aux origines et au devenir du monde sont rapportées dans les plus anciens écrits connus. Néanmoins, comme l'existence du Système solaire tel qu'il est défini actuellement n'était pas encore connue, la formation et l'évolution du monde n'y faisaient pas référence. Le premier pas qui ouvrit la porte à une explication rationnelle fut l'acceptation de l'héliocentrisme, qui plaçait le Soleil au centre du système et la Terre en orbite autour de lui. Si cette conception était connue des précurseurs, comme Aristarque de Samos dès 280 av. J.-C., elle resta en gestation pendant des siècles, et elle ne fut largement acceptée qu'à la fin du XVIIe siècle. Le terme « Système solaire », à proprement parler, fut utilisé pour la première fois en 1704.
Emmanuel Kant en 1755 et, indépendamment, Pierre-Simon de Laplace au XVIIIe siècle ont les premiers formulé l'hypothèse de la nébuleuse solaire. Cette hypothèse est l'embryon de la théorie standard actuellement associée à la formation du Système solaire. La critique la plus importante de cette hypothèse fut son apparente incapacité à expliquer le manque relatif de moment cinétique du Soleil par rapport aux planètes. Toutefois, depuis le début des années 1980 l'observation et l'étude de jeunes étoiles ont montré qu'elles étaient entourées par des disques froids de poussières et de gaz, exactement comme le prédit l'hypothèse de la nébuleuse solaire, ce qui lui valut un regain de crédit.
Déterminer quelle sera l'évolution à venir du Soleil, principal acteur du Système solaire, nécessite de comprendre d'où il puise son énergie. La validation par Arthur Eddington du principe de relativité d'Albert Einstein nous apprend que l'énergie du Soleil provient des réactions de fusions nucléaires qui s'opèrent en son cœur. En 1935, Eddington poursuit ce raisonnement et suggère que d'autres éléments pourraient aussi s'être formés au sein des étoiles. Fred Hoyle élabore sur ces bases et explique que les étoiles évoluées qui sont appelées géantes rouges créent un grand nombre d'éléments plus lourds que l'hydrogène et l'hélium en leur sein. Quand une géante rouge éjecte finalement ses couches externes, les éléments qu'elle y a accumulé sont libérés et peuvent être réintégrés dans la formation de nouveaux systèmes stellaires.
Le modèle actuel de formation des planètes du Système solaire, par accrétion de planétésimaux, est développé dans les années 1960 par l'astrophysicien russe Viktor Safronov.

## Datation
En utilisant la datation radioactive, les scientifiques évaluent l'âge du Système solaire à environ 4,6 milliards d'années. Des grains de zircon terrestres inclus dans des roches plus récentes qu'eux ont été datés de plus de 4,2 milliards d'années, voire jusqu'à 4,4. Les plus anciennes roches terrestres ont un âge d'environ 4 milliards d'années. Des roches de cette ancienneté sont rares, car la croûte terrestre est constamment modelée par l'érosion, le volcanisme et la tectonique des plaques. Pour estimer l'âge du Système solaire, les scientifiques doivent utiliser des météorites qui se sont formées au début de la condensation de la nébuleuse solaire. Les plus anciennes météorites, telle la météorite de Canyon Diablo, ont 4,6 milliards d'années ; par conséquent, le Système solaire doit au moins avoir cet âge. La condensation du Système solaire à partir de la nébuleuse primitive serait survenue en 10 millions d'années au plus.

## Formation

### Nébuleuse pré-solaire

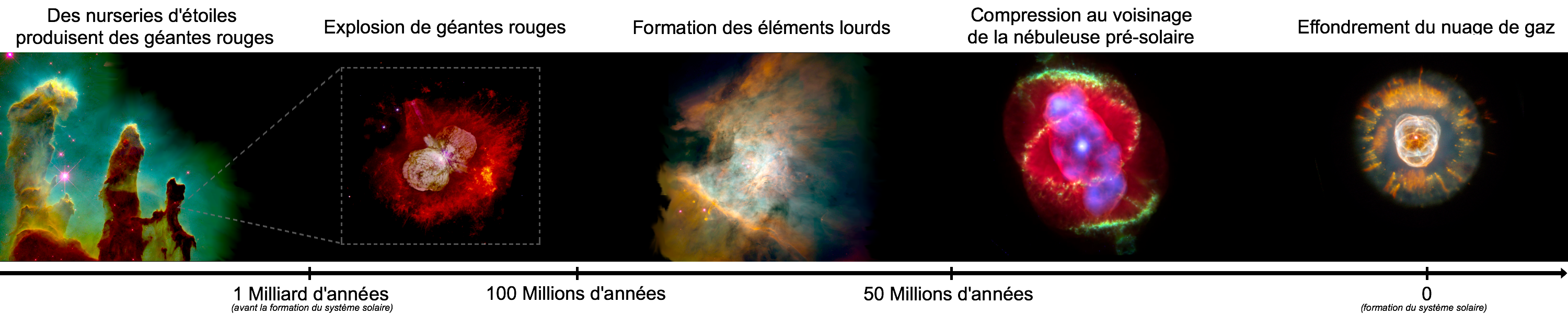
Illustration des étapes clefs préalable à la formation du Système solaire.
Cette illustration est construite à partir de photos issues d'évènements similaires à ceux discutés, mais observés ailleurs dans l'Univers.

Selon l'hypothèse de la nébuleuse présolaire, le Système solaire s'est formé à la suite de l'effondrement gravitationnel d'un fragment d'un nuage moléculaire de plusieurs années-lumière de diamètre. Il y a encore quelques décennies[Quand ?], il était communément admis que le Soleil s'était formé dans un environnement relativement isolé, mais l'étude d'anciennes météorites a révélé des traces d'isotopes à demi-vie réduite, tels que le fer 60, qui ne se forme que lors de l'explosion d'étoiles massives à courte durée de vie. Cela révèle qu'une ou plusieurs supernovas se sont produites dans le voisinage du Soleil alors qu'il se formait. Une onde de choc résultant d'une supernova pourrait avoir déclenché la formation du Soleil en créant des régions plus denses au sein du nuage, au point d'initier son effondrement. Parce que seules les étoiles massives à courte durée de vie forment des supernovas, le Soleil serait apparu dans une large région de production d'étoiles massives, sans doute comparable à la nébuleuse d'Orion,. L'étude de la structure de la ceinture de Kuiper et des matériaux inattendus qui s'y trouvent suggère que le Soleil s'est formé parmi un ensemble d'étoiles regroupées dans un diamètre de 6,5 à 19,5 années-lumière et représentant une masse collective équivalente à 3 000 fois celle du Soleil. Différentes simulations d'un Soleil jeune, interagissant avec des étoiles passant à proximité durant les 100 premiers millions d'années de sa vie, produisent des orbites anormales. De telles orbites sont observées dans le Système solaire externe, notamment celles des objets épars.

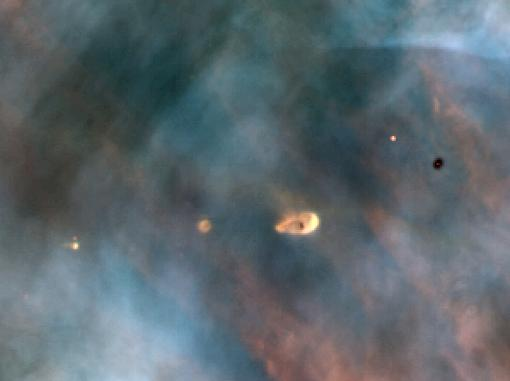
Disques protoplanétaires de la nébuleuse d'Orion, une « pouponnière d'étoiles » d'une année-lumière de diamètre, très similaire à la nébuleuse primordiale où le Soleil s'est formé. Image issue du télescope spatial Hubble.

L'une de ces régions de gaz en effondrement, la « nébuleuse pré-solaire », aurait formé ce qui allait devenir le Système solaire. Cette région avait un diamètre compris entre 7 000 et 20 000 unités astronomiques (au), et une masse juste supérieure à celle du Soleil. Sa composition était sensiblement la même que celle du Soleil actuel. Elle comprenait de l'hydrogène, accompagné d'hélium et de traces de lithium produits par la nucléosynthèse primordiale, formant environ 98 % de sa masse. Les 2 % de la masse restante représentent les éléments plus lourds, créés par nucléosynthèse des générations plus anciennes d'étoiles. À la fin de leur vie, ces anciennes étoiles avaient expulsé les éléments plus lourds dans le milieu interstellaire et dans la nébuleuse solaire.
À cause de la conservation du moment angulaire, la nébuleuse tournait plus vite à mesure qu'elle s'effondrait. Comme les matériaux au sein de la nébuleuse se condensaient, la fréquence des collisions des atomes qui les composaient augmentait, convertissant leur énergie cinétique en chaleur. Le centre, où la plus grande partie de la masse était collectée, est devenu de plus en plus chaud, bien plus que le disque l'entourant. Sur une période de 100 000 ans, les forces concurrentes de gravité, de pression des gaz, de champs magnétiques et de rotation ont causé la contraction et l'aplatissement de la nébuleuse en un disque protoplanétaire tournant avec un diamètre d'environ 200 au et formant en son centre une proto-étoile chaude et dense (une étoile au sein de laquelle la fusion d'hydrogène ne peut encore débuter).
À ce point de son évolution, le Soleil était vraisemblablement une étoile variable de type T Tauri. Les études des étoiles T Tauri montrent qu'elles sont souvent accompagnées par des disques de matière pré-planétaire avec des masses de 0,001 à 0,1 masse solaire. Ces disques s'étendent sur plusieurs centaines d'unités astronomiques — le télescope spatial Hubble a observé des disques protoplanétaires allant jusqu'à 1 000 au de diamètre dans des régions de formation d'étoiles telles que la nébuleuse d'Orion — et atteignent une température d'un millier de kelvins au plus.
Après 50 millions d'années, la température et la pression au cœur du Soleil sont devenues si élevées que son hydrogène a commencé à fusionner, créant une source d'énergie interne qui s'est opposée à la contraction gravitationnelle jusqu'à ce que l'équilibre hydrostatique soit atteint. Ceci a marqué l'entrée du Soleil dans la première phase de sa vie, connue sous le nom de séquence principale. Les étoiles de la séquence principale tirent leur énergie de la fusion de l'hydrogène en hélium dans leur cœur. Le Soleil reste une étoile de la séquence principale .

### Formation des planètes

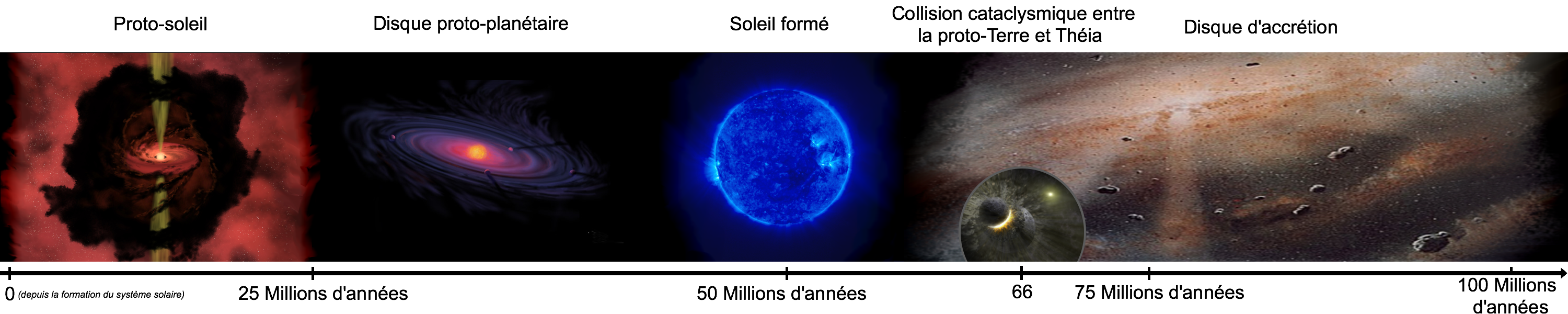
Illustration des étapes clefs de la transformation du Système solaire durant ses 100 premiers millions d'années d'existence (il y a 4,56 à 4,46 milliards d'années).

On suppose que les différentes planètes se sont formées sur la base de la nébuleuse solaire, un nuage en forme de disque, fait de gaz et de poussières, n'ayant pas directement été englouti dans la formation du Soleil. Le phénomène, actuellement retenu par la communauté scientifique, selon lequel les planètes se sont formées est nommé l'« accrétion ». Selon ce procédé, les planètes naissent des grains de poussière du disque d'accrétion en orbite autour de la proto-étoile centrale. À la suite de contacts directs, ces grains s'agrègent en blocs de 1 à 10 kilomètres de diamètre, qui, à leur tour, entrent en collision les uns avec les autres pour former des corps plus importants d'environ 5 km de large, des planétésimaux. Ces derniers s'accroissent graduellement au fur et à mesure de nouvelles collisions, augmentant au taux de quelques centimètres par année durant les quelques millions d'années suivantes
Le Système solaire interne, la région du système à moins de 4 au du Soleil, est trop chaud pour que les molécules volatiles telles que l'eau et le méthane se condensent. Aussi, les planétésimaux qui s'y forment ne peuvent être constitués que de composants chimiques ayant un haut niveau de sublimation, tels que les métaux (comme le fer, le nickel et l'aluminium) et des roches de silicates. Ces corps rocheux vont devenir les planètes telluriques : Mercure, Vénus, la Terre et Mars. Comme ces composés chimiques sont assez rares dans l'Univers, correspondant seulement à 0,6 % de la masse de la nébuleuse, les planètes telluriques ne connaissent pas une croissance très importante. L'embryon terrestre grossit d'au plus 0,05 masse terrestre et cesse d'accumuler de la matière 100 000 ans après la formation du Soleil. De nouvelles collisions et la fusion de corps de la taille de quasi-planètes permettent alors aux planètes telluriques de grossir jusqu'à leurs tailles actuelles (voir Planètes telluriques ci-dessous).
Quand les planètes telluriques sont formées, elles continuent d'évoluer dans un disque de gaz et de poussières. Le gaz est partiellement soutenu par les mécanismes de pression et il n'orbite donc pas aussi vite que les planètes autour du Soleil. La résistance induite par le milieu cause un transfert de moment angulaire et, en conséquence, les planètes émigrent progressivement vers de nouvelles orbites. Les modèles mathématiques montrent que les variations de température dans le disque gouvernent cette vitesse de migration, mais les planètes intérieures ont nettement tendance à se rapprocher davantage du Soleil, alors que le disque se dissipe. Cette migration place finalement les planètes telluriques sur leurs orbites actuelles.
Les planètes gazeuses géantes, nommément Jupiter, Saturne, Uranus et Neptune, se forment plus à l'extérieur, par-delà la ligne des glaces (aussi appelée « ligne de gel »). Cette ligne désigne la limite, entre les orbites de Mars et de Jupiter, où la matière est suffisamment froide pour que ses composés de glace volatile restent à l'état solide. Les glaces qui forment les géantes gazeuses sont plus abondantes que les métaux et les silicates qui forment les planètes telluriques. Ceci permet aux géantes de devenir suffisamment massives pour qu'elles finissent par capturer l'hydrogène et l'hélium, les plus légers mais aussi les plus abondants des éléments de l'Univers. Les planétésimaux formés par-delà la ligne des glaces accumulent jusqu'à plus de quatre masses terrestres sur une période de trois millions d'années. Aujourd'hui, les quatre géantes gazeuses totalisent quasiment 99 % de toute la masse orbitant autour du Soleil. Les astrophysiciens pensent que ce n'est pas par hasard si Jupiter se trouve juste au-delà de la ligne des glaces. La ligne des glaces accumulerait alors de grosses quantités d'eau par évaporation de glace en chute depuis les régions extérieures. Cela créerait une région de faible pression qui faciliterait l'accélération des particules en orbite à la frontière de cette ligne et interromprait leurs mouvements vers le Soleil. En effet, la ligne des glaces agit comme une barrière qui cause l'accumulation rapide de matériel à environ cinq unités astronomiques du Soleil. Cet excès de matériel se fond en un large embryon d'environ dix masses terrestres, qui commence alors à grossir rapidement en engloutissant l'hydrogène présent dans le disque alentour. L'embryon atteint alors 150 masses terrestres en seulement 1 000 ans, jusqu'à atteindre sa masse nominale, 318 fois celle de la Terre. La masse significativement plus réduite de Saturne s'expliquerait par le fait qu'elle se serait formée quelques millions d'années après Jupiter, alors qu'il y avait moins de gaz disponible dans son environnement.
Uranus et Neptune sont supposées s'être formées après Jupiter et Saturne. Le puissant vent solaire a alors soufflé au loin l'essentiel du matériel du disque. En conséquence, les planètes n'ont l'opportunité d'accumuler qu'une petite quantité d'hydrogène et d'hélium — pas plus d'une masse terrestre chacune. Uranus et Neptune sont parfois qualifiées de « failed cores », c'est-à-dire de « noyaux ratés ». Le problème central que rencontrent les différentes théories de la formation du Système solaire est associé à l'échelle de temps nécessaire à leur formation. Là où sont situées les planètes, il leur aurait fallu une centaine de millions d'années pour agréger leurs noyaux. Cela signifie qu'Uranus et Neptune se sont probablement formées plus près du Soleil, près de Saturne ou peut-être même entre celle-ci et Jupiter, et qu'elles ont migré, plus tard, vers l'extérieur (voir « Migration planétaire » ci-dessous),. Tous les mouvements dans la zone des planétésimaux n'étaient pas nécessairement dirigés vers le Soleil ; les échantillons que la sonde spatiale Stardust a rapportés de la comète Wild 2 suggèrent que les matériaux de la prime formation du Système solaire ont migré depuis les régions les plus chaudes du système vers les régions de la ceinture de Kuiper.
Après environ quatre millions d'années, tout le gaz et toutes les poussières du disque protoplanétraire sont dissipées du fait de l'accrétion sur le Soleil et des vents stellaires du jeune Soleil. Passé ce point, il ne reste que les planétésimaux.

### Amas stellaire
D'après des simulations prépubliées en août 2023, « la distribution orbitale des objets du disque épars peut être expliquée si une rencontre stellaire particulièrement rapprochée s'est produite dès le début (par exemple, une naine M d'une masse ≃0,2 M☉ approchant du Soleil à ≃200 au). Pour qu'une telle rencontre se produise avec une probabilité raisonnablement élevée, le Soleil doit s'être formé dans un amas stellaire avec ηT ≳ 104 Ma pc−3, où η est la densité numérique stellaire [c'est-à-dire le nombre d'étoiles par unité de volume] et T est le temps de séjour du Soleil dans l'amas ».

## Évolution ultérieure
Les premières théories de la formation du Système solaire supposaient que les planètes s'étaient formées à proximité de l'endroit où elles orbitent actuellement. Ce point de vue a radicalement changé à la fin du XXe siècle et au début du XXIe siècle. Actuellement, on pense que le Système solaire était très différent après sa formation initiale de ce qu'il est aujourd'hui : plusieurs objets au moins aussi massifs que Mercure étaient présents dans le Système solaire interne, la partie externe du système était beaucoup plus compacte qu'elle ne l'est maintenant, et la ceinture de Kuiper était bien plus proche du Soleil.
Au début du XXIe siècle, il est communément admis au sein de la communauté scientifique que les impacts de météorites se sont produits régulièrement, mais relativement rarement, au cours du développement et de l'évolution du Système solaire. La formation de la Lune, tout comme celle du système Pluton-Charon, est le résultat d'une collision d'objets de la ceinture de Kuiper. D'autres lunes proches des astéroïdes et d'autres objets de la ceinture de Kuiper seraient aussi le produit des collisions. De tels entre-chocs continuent de se produire, comme l'illustre la collision de la comète Shoemaker-Levy 9 avec Jupiter en juillet 1994, ou l'événement de la Toungouska le 30 juin 1908.

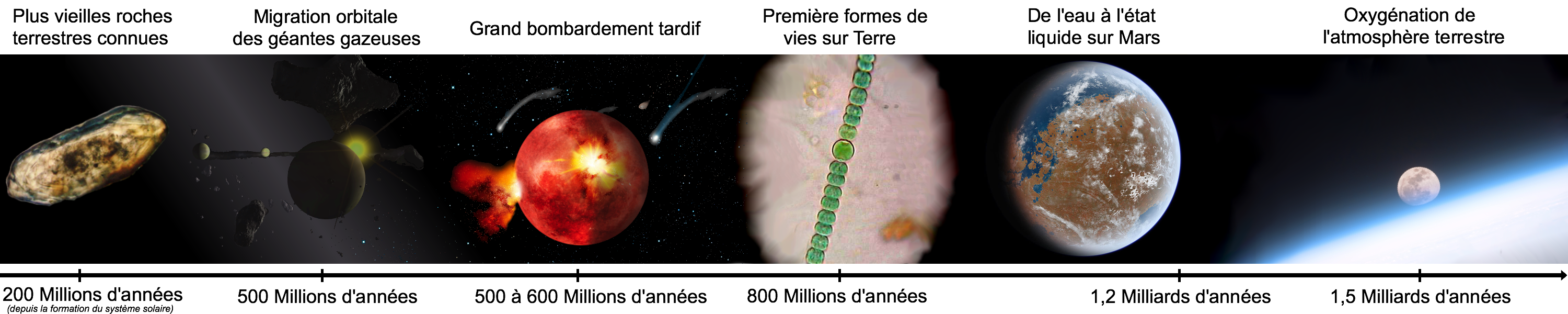
Illustration de l'évolution tardive du Système solaire.

### Planètes telluriques
À la fin de l'époque où les planètes se sont formées, le Système solaire était peuplé par 50 à 100 lunes, dont certaines avaient une taille comparable à celle de la protoplanète qui allait former Mars,. La poursuite de leur croissance n'a été possible que parce que ces organismes sont entrés en collision et ont fusionné les uns avec les autres, sous l'effet de la gravitation, pendant encore 100 millions d'années. L'une de ces collisions géantes est probablement à l'origine de la formation de la Lune (voir Lunes ci-dessous), alors qu'une autre aurait retiré l'enveloppe externe de la jeune Mercure.
Ce modèle ne peut expliquer comment les orbites initiales des protoplanètes telluriques, qui auraient dû être hautement excentriques pour pouvoir entrer en collision, ont produit les orbites quasi circulaires remarquablement stables que les planètes telluriques ont aujourd'hui. Une hypothèse pour ce « dumping d'excentricité » est que les planètes telluriques se seraient formées dans un disque de gaz qui n'aurait pas encore été expulsé par le Soleil. Avec le temps, la « résistance gravitationnelle » de ce gaz résiduel aurait limité l'énergie des planètes, lissant leurs orbites. Néanmoins, un tel gaz, s'il avait existé, aurait empêché les orbites telluriques de devenir si excentriques dans un premier temps. Une autre hypothèse est que la résistance gravitationnelle ait eu lieu non entre les planètes et les gaz résiduels, mais entre les planètes et les petits corps restants. Comme les grands corps se déplaçaient à travers une foule d'objets plus petits, ceux-ci, attirés par la gravité des planètes plus grandes, ont formé une région de plus forte densité, un « sillage gravitationnel », dans le parcours des astres les plus gros. Il s'ensuit que la gravité accrue des objets regroupés dans le sillage de la planète a ralenti les objets les plus grands en les plaçant sur des orbites plus régulières.

### Ceinture d'astéroïdes
La bordure extérieure de la région tellurique, entre 2 et 4 au du Soleil, est la ceinture d'astéroïdes. La ceinture d'astéroïdes initiale contenait suffisamment de matière pour former deux à trois planètes comme la Terre, et un grand nombre de planétésimaux s'y sont formés. Comme pour les planètes telluriques, les planétésimaux de cette région ont plus tard fusionné et formé de 20 à 30 lunes de la taille de la protoplanète martienne. Néanmoins, en raison de la proximité de Jupiter, la formation de cette planète, trois millions d'années après le Soleil, a fortement influencé l'histoire de la région. Les résonances orbitales avec Jupiter et Saturne sont particulièrement fortes dans la ceinture d'astéroïdes, et les interactions gravitationnelles avec des embryons plus massifs dispersaient nombre de planétésimaux dans ces résonances. La gravité de Jupiter a augmenté la vélocité de ces objets avec leurs résonances, les amenant à éclater lors des collisions avec d'autres corps, plutôt qu'à s'agréger.
Alors que Jupiter migrait vers l'intérieur, poursuivant sa formation (voir Migration planétaire ci-dessous), les résonances auraient balayé des portions de la ceinture d'astéroïdes, perturbant la dynamique de la région et accroissant la vélocité relative des corps les uns par rapport aux autres. L'action cumulée des résonances et des protoplanètes a soit chassé les planétésimaux à la périphérie de la ceinture d'astéroïdes, soit perturbé leurs inclinaisons et leurs excentricités orbitales,. Certains de ces embryons massifs ont aussi été éjectés par Jupiter, tandis que les autres ont pu migrer vers le Système solaire interne et jouer un rôle dans l'accrétion finale des planètes telluriques,,. Durant cette période de réduction primaire, les effets des planètes géantes et des protoplanètes n'ont laissé à la ceinture d'astéroïdes qu'une masse totale équivalente à moins de 1 % de celle de la Terre, composée principalement de petits planétésimaux. Cela représentait toujours plus de 10 à 20 fois la masse de la ceinture principale actuelle, qui est d'environ 1⁄2 000 masse terrestre. Une période de réduction secondaire, qui a réduit la ceinture d'astéroïdes jusqu'à sa masse actuelle, est vraisemblablement survenue lorsque Jupiter et Saturne sont entrées dans une résonance orbitale 2:1 temporaire (voir ci-dessous).
Cette période d'impacts géants au cœur du Système solaire interne a probablement joué un rôle dans l'acquisition de l'eau actuellement présente sur Terre (~6 × 1021 kg) depuis l'ancienne ceinture d'astéroïdes. L'eau est trop volatile pour avoir été présente lors de la formation de la Terre et a dû arriver ultérieurement depuis des régions plus lointaines et plus froides du Système solaire. Elle a probablement été apportée par les protoplanètes et les petits planétésimaux lancés hors de la ceinture d'astéroïdes par Jupiter. Une population de comètes de la ceinture principale découverte en 2006 a aussi été suggérée comme origine possible de cette eau,. En comparaison, les comètes issues de la ceinture de Kuiper ou de régions plus lointaines encore n'ont apporté que 6 % de l'eau présente sur Terre,. L'hypothèse de panspermie propose que la vie ait pu être déposée sur Terre de cette façon, bien que cette idée ne soit pas largement acceptée par la communauté scientifique.

### Migration planétaire

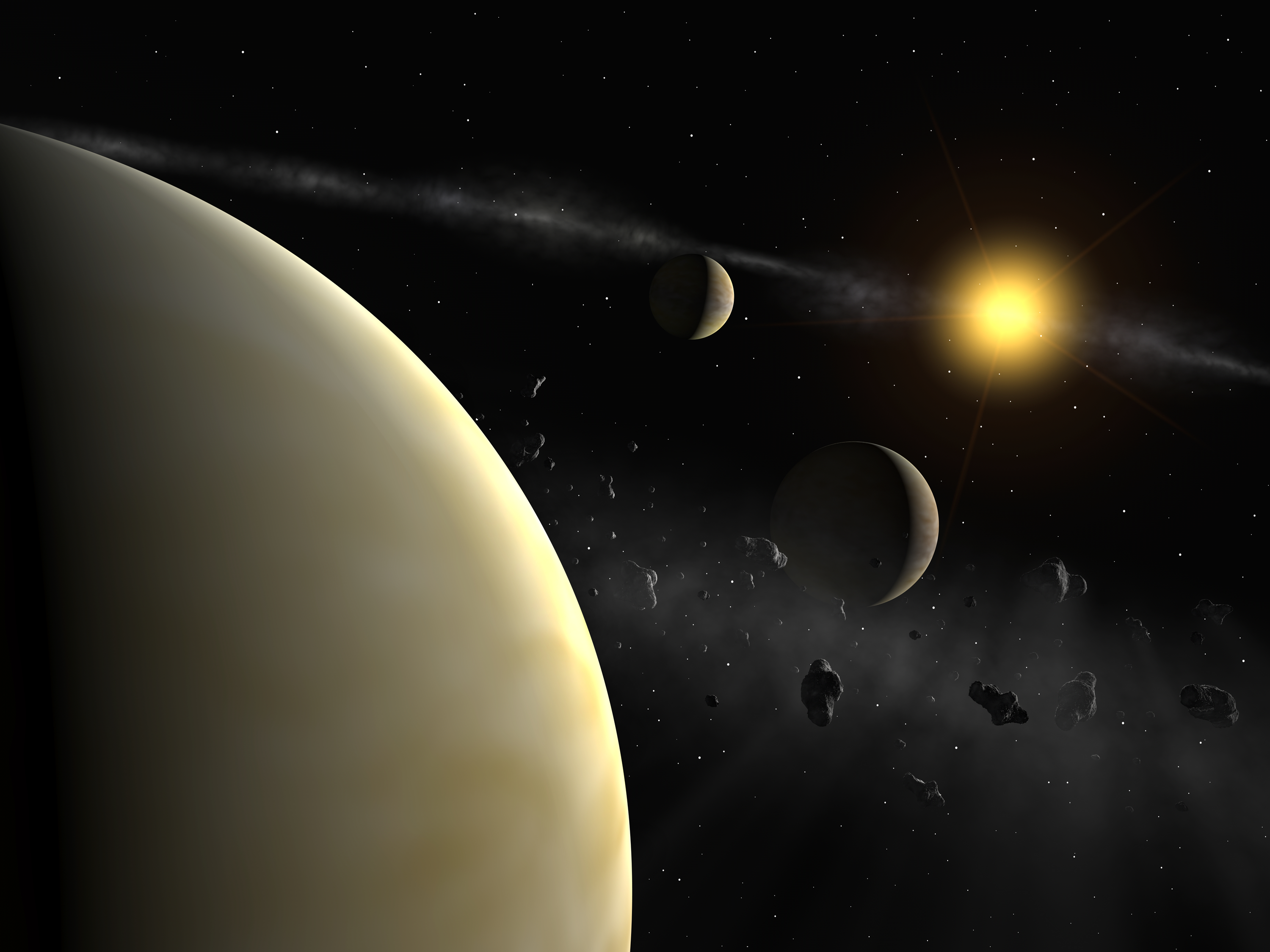
Vue d'artiste illustrant la migration orbitale de géantes gazeuses dans une ceinture primordiale de planétésimaux.

Selon l'hypothèse de la nébuleuse, les « géantes de glaces », Uranus et Neptune, sont à la « mauvaise place ». En effet, elles sont situées dans une région où la densité réduite de la nébuleuse et où la longue durée de l'orbite rendent leur formation hautement improbable. On pense donc qu'elles se sont formées sur des orbites proches de celles de Jupiter et Saturne, où davantage de matériaux étaient disponibles. Elles auraient ensuite migré vers l'extérieur du Système solaire, sur une période de plusieurs centaines de millions d'années.
La migration des planètes extérieures est aussi nécessaire pour expliquer l'existence et les propriétés des régions les plus extérieures du Système solaire. Au-delà de Neptune, le Système solaire se prolonge par la ceinture de Kuiper, les objets épars et le nuage d'Oort. Ces trois populations clairsemées de petits objets de glace seraient le point d'origine de la plupart des comètes observées. À cette distance du Soleil, l'accrétion était trop lente pour permettre aux planètes de se former avant que la nébuleuse solaire se disperse. Le disque initial perdit donc suffisamment de masse et de densité pour les consolider en planètes. La ceinture de Kuiper se trouve entre 30 et 55 au du Soleil, alors que plus loin, le disque dispersé s'étend jusqu'à plus de 100 au. Le nuage d'Oort débute à 50 000 au. À l'origine cependant, la ceinture de Kuiper était bien plus dense et bien plus proche du Soleil. Ses constituants n'orbitaient pas à plus de 30 au. Au plus proche du Soleil, ils orbitaient au-delà d'Uranus et de Neptune, qui étaient en rotation bien plus près du Soleil quand elles se sont formées (le plus probablement dans un intervalle de 15 à 20 au). Neptune était alors plus proche du Soleil qu'Uranus,.

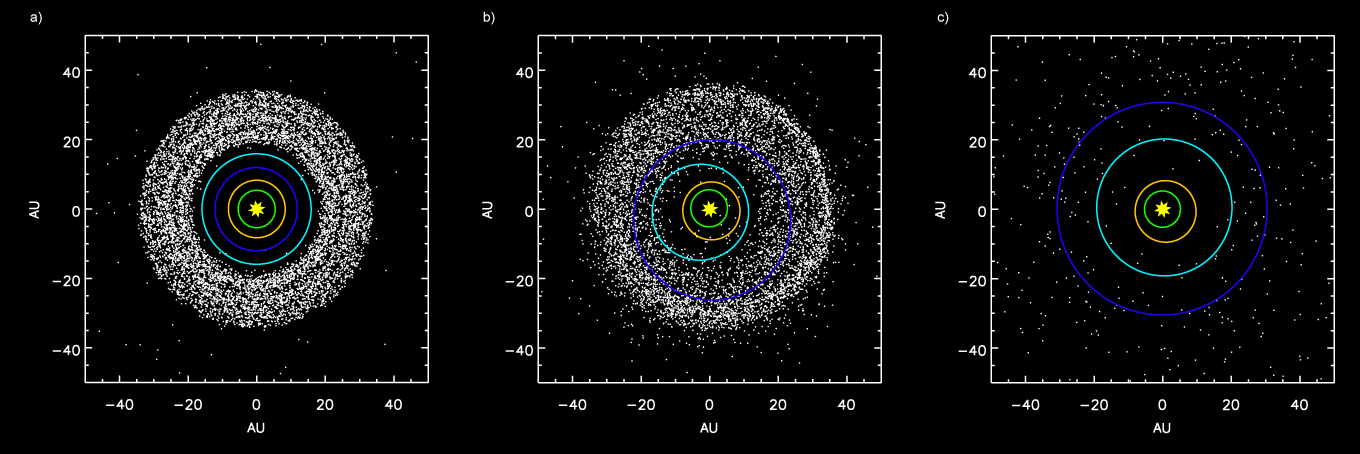
Les simulations montrant les planètes extérieures et la ceinture de Kuiper :
a) avant la résonance 2:1 de Jupiter et Saturne ;
b) dispersion des objets de la ceinture de Kuiper dans le Système solaire après le glissement orbital de Neptune ;
c) après éjection des corps de la ceinture de Kuiper par Jupiter.

Après la formation du Système solaire, les orbites de toutes les géantes gazeuses ont continué à évoluer lentement. Elles étaient alors influencées par leurs interactions avec le grand nombre de planétésimaux restants. Après 500 à 600 millions d'années, il y a environ quatre milliards d'années, Jupiter et Saturne sont entrées en résonance 2:1 : Saturne effectuait une révolution autour du Soleil quand Jupiter en faisait deux. Cette résonance créait une poussée gravitationnelle qui repoussait les planètes extérieures. Neptune dépassait alors l'orbite d'Uranus et plongeait dans l'ancienne ceinture de Kuiper. La planète dispersait la majorité de ces petits corpuscules de glace vers l'intérieur, tandis qu'elle se déplaçait vers l'extérieur. Ces planétésimaux déroutaient alors à leur tour la planète suivante qu'ils rencontraient d'une manière similaire, déplaçant les orbites des planètes vers l'extérieur alors qu'eux s'approchaient du Soleil. Ce processus continua jusqu'à ce que les planétésimaux interagissent avec Jupiter. L'immense gravité que la plus grosse planète du Système solaire exerçait alors sur eux les envoyait sur des orbites hautement elliptiques. Certains furent même éjectés hors de l'influence gravitationnelle solaire. Cela a amené Jupiter à se rapprocher significativement du Soleil. Ces objets dispersés par Jupiter sur des orbites très elliptiques forment le nuage d'Oort. Les objets dispersés sur une inclinaison moins importante par la migration de Neptune forment la ceinture de Kuiper et le disque dispersé. Ce scénario explique la faible masse de la ceinture de Kuiper et du disque dispersé. Certains des objets épars, notamment Pluton, sont devenus gravitationnellement liés à l'orbite de Neptune, les forçant à des résonances orbitales. Il est aussi possible que les frictions avec le disque des planétésimaux ait à nouveau rendu les orbites d'Uranus et de Neptune circulaires,.
En contraste avec les planètes externes, les planètes telluriques, internes, n'auraient pas significativement migré durant l'évolution du Système solaires, parce que leurs orbites sont restées stables durant les périodes des impacts géants.
L'hypothèse Grand Tack, formulée en 2011, permet d'expliquer la petite taille de Mars par une double migration de Jupiter[Comment ?].

### Du grand bombardement tardif à nos jours

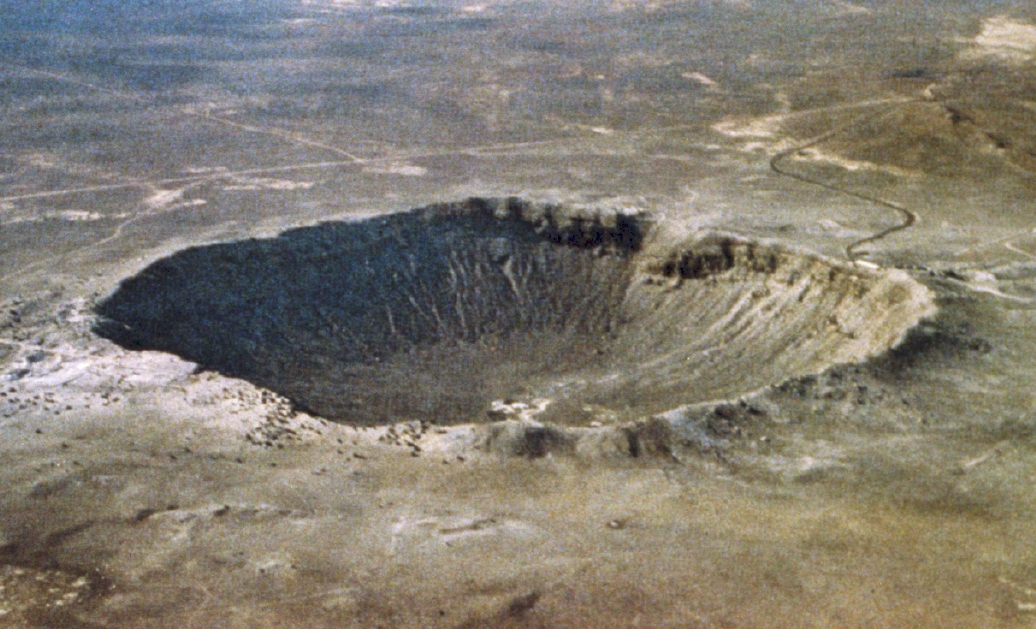
Le Meteor Crater en Arizona. Il a été créé il y a 50000 ans par un impacteur de 50 mètres de diamètre. L'accrétion du Système solaire n'est ainsi pas terminée.

Les perturbations gravitationnelles issues de la migration des planètes extérieures auraient projeté un grand nombre d'astéroïdes vers le Système solaire intérieur, en appauvrissant considérablement la ceinture originale jusqu'à ce qu'elle atteigne la très faible masse qu'on lui connait aujourd'hui. Cet évènement pourrait avoir initié le « grand bombardement tardif » qui a eu lieu il y a à peu près quatre milliards d'années, c'est-à-dire de 500 à 600 millions d'années après la formation du Système solaire,. Cette période de bombardement massif dura plusieurs centaines de millions d'années et est mise en évidence par les anciens cratères encore visibles sur les astres géologiquement morts du Système solaire interne, tels que la Lune et Mercure,. Les plus vieilles traces de vie sur Terre datent de 3,8 milliards d'années, quasiment immédiatement après la fin du grand bombardement tardif.
Les impacts seraient des évènements ordinaires (même si actuellement rares) de l'évolution du Système solaire. Ils continuent de se produire, comme l'illustrent des collisions telles que celle de la comète Shoemaker-Levy 9 avec Jupiter en 1994, l'impact sur Jupiter de juillet 2009, et le Meteor Crater dans l'Arizona. Le processus d'accrétion est en conséquence incomplet et peut encore constituer une menace pour la vie sur Terre,.
L'évolution du Système solaire extérieur semble avoir été influencée par des supernovas proches et probablement aussi par la traversée de nuages interstellaires. Les surfaces des corps du Système solaire les plus éloignés auraient éprouvé des altérations spatiales issues des vents solaires, des micrométéorites et des composants neutres du milieu interstellaire.

L'évolution de la ceinture d'astéroïdes après le grand bombardement tardif fut principalement gouvernée par les collisions. Les objets de masse importante ont une gravité suffisante pour retenir tout le matériel éjecté par de violentes collisions. Dans la ceinture d'astéroïdes, cela n'est habituellement pas le cas. Il en résulte que nombre de gros corps ont été cassés en morceaux et que, parfois, de nouveaux objets ont été forgés avec ces restes dans des collisions moins violentes. Les lunes autour de certains astéroïdes ne peuvent actuellement être expliquées que par la consolidation de matériaux éjectés depuis l'objet d'origine sans suffisamment d'énergie pour avoir pu entièrement échapper à sa gravité.

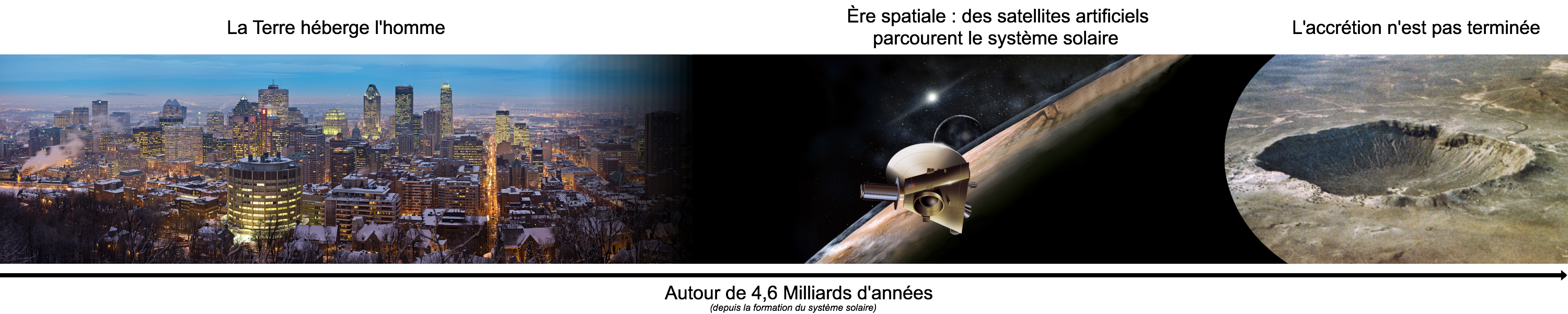
Le Système solaire, 4,6 milliards d'années après sa formation.

## Origines variées des différentes lunes
Des lunes orbitent autour de la plupart des planètes du Système solaire ainsi qu'autour de bien d'autres corps spatiaux. Ces satellites naturels sont issus de l'un des trois mécanismes possibles :

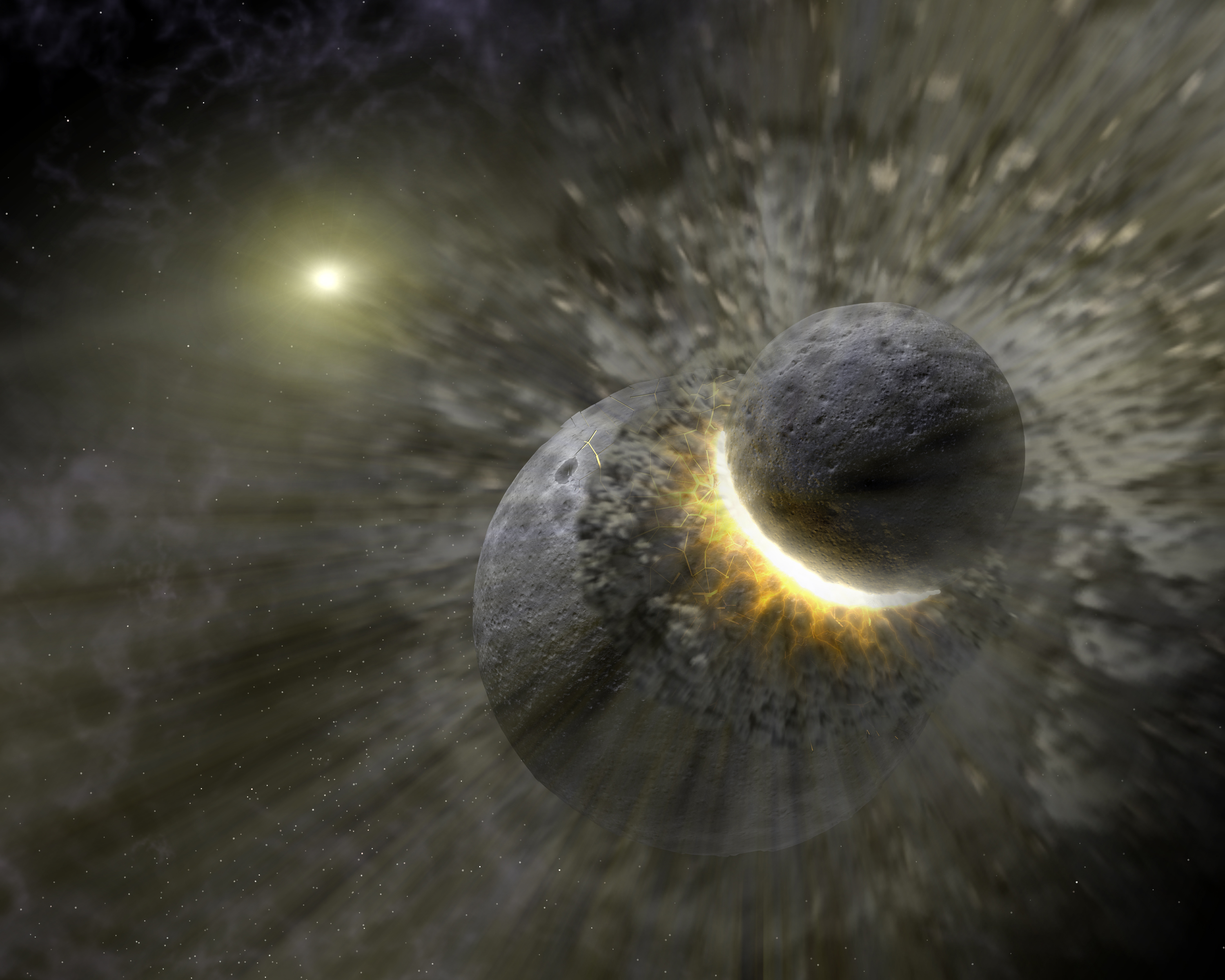
La Lune est probablement le résultat d'une collision cataclysmique entre la proto-Terre et Théia.

- coformation depuis un disque circum-planétaire (seulement dans le cas des géantes gazeuses) ;
- formation depuis des débris d'impact (donné par un impact suffisamment important à un faible angle) ;
- capture d'un objet passant à proximité.

Jupiter et Saturne ont un grand nombre de lunes, telles que Io, Europe, Ganymède et Titan, qui pourraient provenir de disques autour de chaque planète géante en grande partie de la même façon que les planètes se sont formées avec le disque autour du Soleil,. Cette origine est indiquée par l'importante taille des lunes et leur proximité à leur planète. En effet, ces deux propriétés combinées ne peuvent pas être cumulées sur des lunes capturées. D'un autre côté, la nature gazeuse des planètes considérées rend impossible la création de lunes par des débris résultants de collisions. Les lunes extérieures des géantes gazeuses tendent à être petites et à avoir des orbites excentriques avec des inclinations aléatoires. Ce sont là des caractéristiques attendues pour des objets capturés,. La plupart de ces lunes orbitent dans la direction opposée de la rotation de leurs planètes associées. La plus grande lune irrégulière est Triton autour de Neptune, qui serait un objet de la ceinture de Kuiper capturé.
Les lunes des corps solides ont été créées par des collisions et par des captures. Les deux petites lunes de Mars, Déimos et Phobos, seraient des astéroïdes capturés. La Lune de la Terre aurait été formée à la suite d'une seule gigantesque collision oblique,. L'objet impacteur, appelé Théia, devait avoir une masse et une taille comparables à celle de Mars, et l'impact aurait eu lieu quelques dizaines de millions d'années après la formation des planètes internes. La collision projeta en orbite une partie du manteau de Théia, qui s'agrégea pour former la Lune. Cet impact géant fut le dernier d'une série de fusions qui formèrent la Terre. Théia se serait formé sur l'un des points de Lagrange du couple Terre-Soleil (soit L4, soit L5), puis il aurait dérivé de sa position. Charon, la lune de Pluton, pourrait s'être aussi formée par l'intermédiaire d'une large collision ; les couples Pluton-Charon et Terre-Lune sont les seuls du Système solaire dans lesquels la masse du satellite est supérieure à 1 % de celle de la planète.

## Futur
Les astronomes estiment que le Système solaire, tel que nous le connaissons, ne devrait pas changer profondément jusqu'à ce que le Soleil ait fusionné tout l'hydrogène de son noyau en hélium, commençant son évolution depuis la séquence principale du diagramme de Hertzsprung-Russell pour entrer dans la phase de géante rouge. Même ainsi, le Système solaire continuera à évoluer.

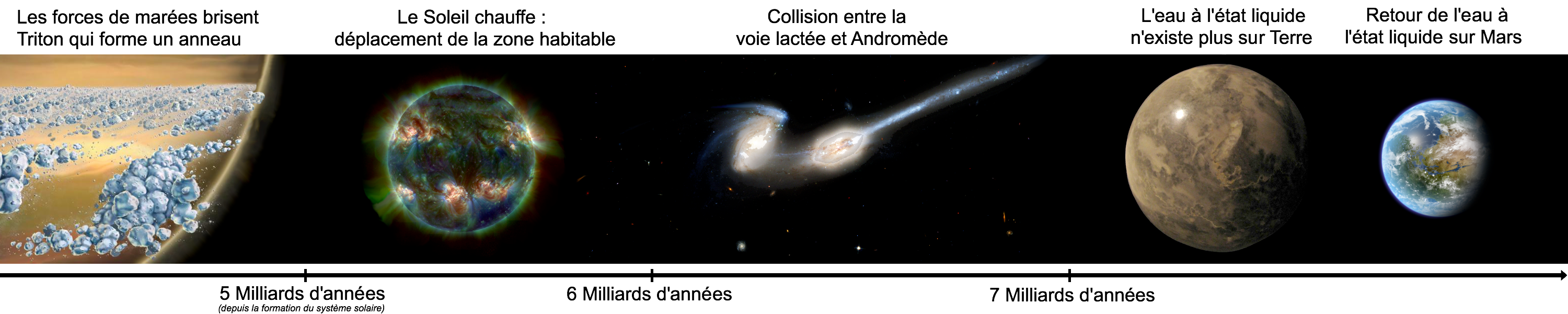
Illustrations de quelques évènements majeurs à venir au sein du Système solaire.

### Évolution chaotique des orbites
L'étude des orbites des planètes s'est longtemps soldée par des échecs répétés, les observations tendant à s'écarter de tables pourtant de plus en plus précises. Ainsi l'existence de Neptune fut elle pressentie pour corriger les errements d'Uranus. Toutefois, une fois les trajectoires des planètes correctement modélisées pour les temps actuels, la question restait posée de la régularité de ces mouvements à long terme. Lorsque Kepler introduit les mouvements elliptiques dans le système héliocentrique, les mouvements sont décrits comme périodiques, stables et indéfiniment réguliers. Laplace et Lagrange montrent enfin que les irrégularités observées sont des oscillations légères de la forme des orbites (excentricité).
Toutefois, lorsque les calculs de trajectoires sont effectués pour des temps reculés, les solutions font intervenir des marges d'erreurs de plus en plus importantes, de sorte que le mouvement des orbites n'est plus régulier mais chaotique. Le modèle actuel montre une divergence exponentielle des trajectoires et de l'orientation des plans orbitaux. En réalité, la stabilité apparente des résultats de Laplace et de Lagrange tient surtout au fait que leurs solutions étaient fondées sur des équations partielles. Au-delà de quelques dizaines de millions d'années, l'incertitude sur les orbites est énorme. Au cœur de ces évolutions se trouve le phénomène de résonance orbitale, qui peut engendrer des phases critiques dans l'évolution des orbites à long terme (voir ainsi l'exemple de Mars et l'impact sur son climat). Bien que la résonance elle-même reste stable, il devient impossible de prédire la position de Pluton avec un quelconque degré de précision après plus de 10 à 20 millions d'années, mais on sait dans quelle fourchette de valeurs elle doit se situer. Un autre exemple est l'inclinaison de l'axe terrestre qui, à cause des frictions engendrées sur le manteau terrestre par les interactions (marées) causées par la Lune (voir ci-dessous), deviendra incalculable au-delà de 1,5 à 4,5 milliards d'années.
Les orbites des planètes extérieures (Jupiter, Saturne, Uranus, Neptune) sont chaotiques à très long terme, et en conséquence elles possèdent un horizon de Lyapunov sur un intervalle de 2 à 230 millions d'années. Dans tous les cas cela signifie que la position d'une planète sur son orbite devient à terme impossible à prédire avec certitude (ainsi, par exemple la date des hivers et des étés devient incertaine), mais dans certains cas les orbites elles-mêmes peuvent changer radicalement. Ce chaos se manifeste plus fortement dans les changements d'excentricité, les orbites de certaines planètes devenant plus ou moins significativement elliptiques.
Finalement, le Système solaire externe est (quasi) stable en cela qu'aucune de ses planètes n'entrera en collision avec une autre ou ne sera éjectée du Système solaire dans les prochains milliards d'années.
Le Système solaire interne devrait connaitre une plus grande marge de chaos. Bien que dans la quasi-totalité des cas les orbites des planètes internes devraient rester dans une certaine plage de distances les unes par rapport aux autres ; dans une « probabilité » estimée (dans les modèles) à quelques %, il est possible que les orbites s'elliptisent assez pour se recouper et provoquer une déstabilisation catastrophique des orbites des planètes internes. À commencer par celle de Mercure, la plus instable, qui risque de se placer sur une trajectoire de collision avec Vénus ou le Soleil, sur plusieurs milliards d'années.
Dans la même échelle de temps, l'excentricité de Mercure pourrait croître encore davantage (dépasser 0,6), et des passages à proximité de Vénus, la Terre, et Mars pourraient théoriquement l'éjecter du Système solaire ou conduire à une collision avec ces planètes. Cela pourrait aussi amener les orbites des autres planètes internes (Vénus, la Terre, et Mars) à se dilater et se recouper, entraînant un risque de collision. Dans ces modèles, l'excentricité de Mars pourrait croître jusqu'à 0,2 et donc la faire croiser l'orbite terrestre : la Terre et Mars pourraient entrer en collision, ou bien Mars pourrait être éjectée du Système solaire. Il est aussi possible que les excentricités des orbites de Vénus et de la Terre deviennent telles qu'une collision puisse survenir.

### Les systèmes anneaux-lunes
L'évolution des systèmes lunaires est pilotée par les marées. Une lune exerce une force de marée dans l'objet autour duquel elle orbite (généralement une planète), ce qui crée un renflement dû à la force gravitationnelle différentielle à travers le diamètre de la planète. Dans le même temps, un renflement plus important déforme le satellite naturel. Lorsque la lune orbite dans le sens de rotation de la planète et que celle-ci tourne plus rapidement que cette lune, le renflement, induit par la marée, sera constamment en aval de l'orbite lunaire. Dans cette situation, le moment angulaire est transféré de la rotation de la planète à la révolution du satellite. La lune gagne ainsi de l'énergie et tourne alors suivant une spirale qui l'éloigne de la planète. En contrepartie, l'énergie, cédée par la planète, réduit sa vitesse de rotation.
La Terre et la Lune illustrent cette situation. Aujourd'hui, la Terre exerce un verrouillage gravitationnel sur la Lune, où une rotation est égale à une révolution (d'environ 29,5 jours). Ainsi, la Lune montre toujours la même face à la Terre. Dans le futur, elle continuera de s'éloigner, et la rotation de la Terre continuera à ralentir graduellement. Dans 50 milliards d'années, si elles survivent à l'expansion du Soleil, la Terre et la Lune seront en résonance complète, verrouillées par la force de marée. Chacune sera prisonnière d'une « résonance rotation–orbite » dans laquelle la Lune fera le tour de la Terre en 47 jours. De plus, elles tourneront autour de leurs axes respectifs à la même vitesse et chacune montrera un seul et même hémisphère à l'autre,. Les lunes galiléennes de Jupiter en sont autant d'autres exemples, ainsi que la plupart des plus petites lunes de Jupiter et la plupart des grandes lunes de Saturne.

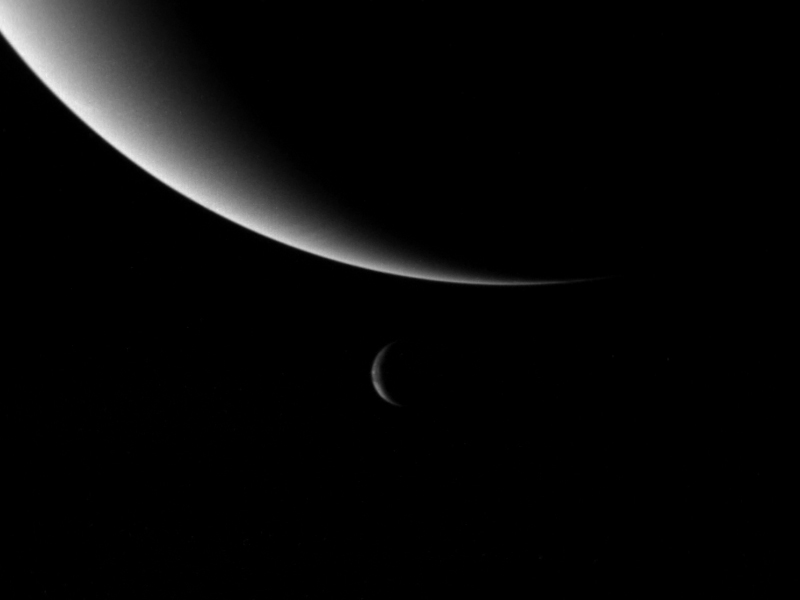
Neptune et sa Lune Triton, prises par Voyager 2. L'orbite de Triton atteindra probablement la limite de Roche en s'approchant de Neptune. Cela brisera cette lune, formant probablement un nouveau système d'anneaux.

Deux scénarios différents peuvent avoir lieu, dans lesquels le renflement de marée est en amont de son orbite. Si le satellite naturel orbite plus vite autour de la planète qu'elle ne tourne sur elle-même, la direction du transfert du moment angulaire est inversée, aussi la rotation de la planète est accélérée alors que la vitesse de révolution de la lune est réduite. Si le satellite naturel est rétrograde, c'est-à-dire lorsqu'il orbite dans le sens contraire à celui de la planète, les moments angulaires de la rotation et de la révolution ont des signes opposés, aussi le transfert tend à réduire la magnitude des deux rotations, qui s'annulent mutuellement.
Dans chacun de ces cas, le transfert du moment angulaire et de l'énergie est conservé si l'on considère le système à deux corps dans son ensemble. Cependant, la somme des énergies correspondant à la révolution de la lune ajoutée à celle de la rotation de la planète n'est pas conservée, mais décroît au cours du temps. Cela s'explique par la dissipation de chaleur en raison des frictions générées par le mouvement du renflement de marée sur la matière dont est composée la planète. Si les planètes étaient des fluides idéaux, sans frottement, le renflement de marée serait centré sous le satellite, et aucun transfert d'énergie n'aurait lieu. C'est la perte d'énergie cinétique à travers des frictions qui rend le transfert du moment angulaire possible.
Dans les deux cas, la décélération par la force de marée entraîne la lune dans une spirale qui la rapproche de sa planète jusqu'à ce que les contraintes de marée la brisent complètement. Les satellites créent ainsi potentiellement un système d'anneaux autour de la planète, à moins qu'ils ne s'engouffrent dans son atmosphère ou ne s'écrasent à sa surface. Un tel destin attend la lune Phobos de Mars dans un délai de 30 à 50 millions d'années, la lune Triton de Neptune dans 3,6 milliards d'années, la lune Métis et la lune Adrastée de Jupiter et au moins 16 petits satellites d'Uranus et de Neptune. La lune Desdémone d'Uranus peut aussi entrer en collision avec l'une de ses lunes voisines.
Une troisième possibilité est que les deux corps se soient verrouillés l'un sur l'autre. Dans ce cas, le renflement de marée reste directement sous la lune. Il n'y a alors plus de transfert de moment angulaire, et la période orbitale n'évolue plus. Le système Pluton et Charon est un exemple de ce type de configuration.
Avant la mission, en 2004, de la sonde Cassini-Huygens, il était communément admis que les anneaux de Saturne étaient bien plus jeunes que le Système solaire et qu'ils se dissiperaient dans les 300 millions d'années à venir. On pensait que les interactions gravitationnelles avec les lunes de Saturne repoussaient graduellement les anneaux extérieurs vers la planète, alors que l'abrasion par des météorites et par la gravité de Saturne balayait le reste, laissant, à terme, Saturne dépouillée. Néanmoins, les données de cette mission ont conduit les scientifiques à réviser leur point de vue initial. Les observations ont en effet révélé, sur une épaisseur de 10 km, des matériaux de glace, structurés en mottes, qui se brisent et se reforment continuellement, renouvelant les anneaux. Les anneaux de Saturne sont bien plus massifs que les anneaux de toutes les autres géantes gazeuses. Cette énorme masse aurait préservé des anneaux à Saturne depuis que la planète s'est formée, il y a 4,5 milliards d'années, et elle les préservera durant encore plusieurs milliards d'années.

### Environnements solaire et planétaire
À long terme, les changements les plus importants au sein du Système solaire proviendront de l'évolution et du vieillissement du Soleil. Au fur et à mesure qu'il brûle son combustible (de l'hydrogène), il accroît sa température et brûle le carburant restant d'autant plus vite. Ainsi le Soleil élève sa luminosité de 10 % tous les 1,1 milliard d'années. Dans un milliard d'années, les radiations émises par le Soleil auront augmenté et sa zone habitable se sera déplacée vers l'extérieur, rendant la surface terrestre trop chaude pour que l'eau à l'état liquide puisse y subsister naturellement. À ce moment-là, toute forme de vie terrestre sera impossible. L'évaporation de l'eau, un gaz à effet de serre potentiel, depuis la surface des océans, pourrait accélérer l'élévation de la température, ce qui pourrait mettre fin à toute forme de vie sur Terre plus vite encore. À cette époque, il est possible que la température à la surface de Mars s'élève graduellement. Le dioxyde de carbone et l'eau actuellement gelés sous le sol martien seront libérés dans l'atmosphère, créant un effet de serre. Ce dernier réchauffera la planète jusqu'à ce qu'elle atteigne les conditions comparables à celles de la Terre aujourd'hui, offrant potentiellement un nouvel îlot possible pour la vie. Dans 3,5 milliards d'années, les conditions à la surface de la Terre seront similaires à celle de Vénus aujourd'hui.

Tailles relatives du Soleil tel qu'il est actuellement (inset) comparé à la taille (estimée) qu'il aura lorsqu'il sera devenu une géante rouge.

Dans environ 5,4 milliards d'années, le noyau du Soleil sera devenu suffisamment chaud pour engendrer la fusion de l'hydrogène dans ses couches supérieures. Cela engendrera une inflation colossale de la surface de l'étoile qui s'étendra en conséquence. À ce stade, il entrera dans une nouvelle phase de son cycle de vie, celui de géante rouge,. Dans 7,5 milliards d'années, le Soleil s'étendra sur un rayon de 1,2 au, c'est-à-dire 256 fois sa taille actuelle. À l'apogée de la branche des géantes rouges, parce qu'il aura démultiplié sa surface, il aura une luminosité 2 700 fois plus importante et en conséquence il sera bien plus froid en surface (environ 2 600 K). Durant cette période de sa vie de géante rouge, le Soleil provoquera un vent solaire qui portera au loin environ 33 % de sa masse,,. À cette époque, il est possible que la lune Titan de Saturne puisse atteindre une température de surface nécessaire pour supporter la vie,.
Alors que le Soleil s'étendra, il devrait absorber les planètes Mercure et, très probablement, Vénus. La destinée de la Terre est moins claire ; alors que le Soleil enveloppera l'orbite actuelle de la Terre, il aura perdu le tiers de sa masse (et d'attraction gravitationnelle), ce qui amènera les orbites de chaque planète à s'agrandir considérablement. En ne considérant que ce phénomène, Vénus et la Terre devraient sans doute échapper à l'incinération, mais une étude de 2008 suggère que la Terre sera néanmoins probablement absorbée à cause des interactions de marées avec le gaz ténu de l'enveloppe extérieure dilatée du Soleil.
Graduellement, l'hydrogène brûlant dans le manteau entourant le noyau solaire accroîtra la masse du noyau jusqu'à ce qu'elle ait atteint environ 45 % de la masse solaire actuelle. À ce point, la densité et la température deviendront si hautes que la fusion de l'hélium en carbone commencera, engendrant un flash de l'hélium ; le Soleil diminue alors d'environ 250 à 11 fois son rayon actuel. Par conséquent, sa luminosité diminue d'environ 3 000 à 54 fois son niveau actuel, et sa température de surface passera à environ 4 770 K. Le Soleil deviendra une étoile de la branche horizontale, brûlant l'hélium dans son cœur de façon stable, à la manière dont il brûle de l'hydrogène aujourd'hui. La période de fusion de l'hélium ne dépassera cependant pas 100 millions d'années. Finalement, il sera obligé de recourir à nouveau à la réserve d'hydrogène et d'hélium dans ses couches externes et va s'étendre une seconde fois, tournant dans ce qui est connu sous le nom de branche asymptotique des géantes. À ce stade, sa luminosité augmentera encore, pour atteindre 2 090 fois sa luminosité actuelle, et il refroidira jusqu'à environ 3 500 K. Cette phase durera environ 30 millions d'années, après quoi, sur une période de 100 000 ans, les couches externes du Soleil seront progressivement soufflées par impulsions, éjectant un vaste flux de matière dans l'espace et formant un halo (mal) nommé « nébuleuse planétaire ». La matière éjectée contiendra l'hélium et le carbone produits par les réactions nucléaires solaires, continuant à enrichir le milieu interstellaire avec des éléments lourds pour de futures générations de systèmes solaires.

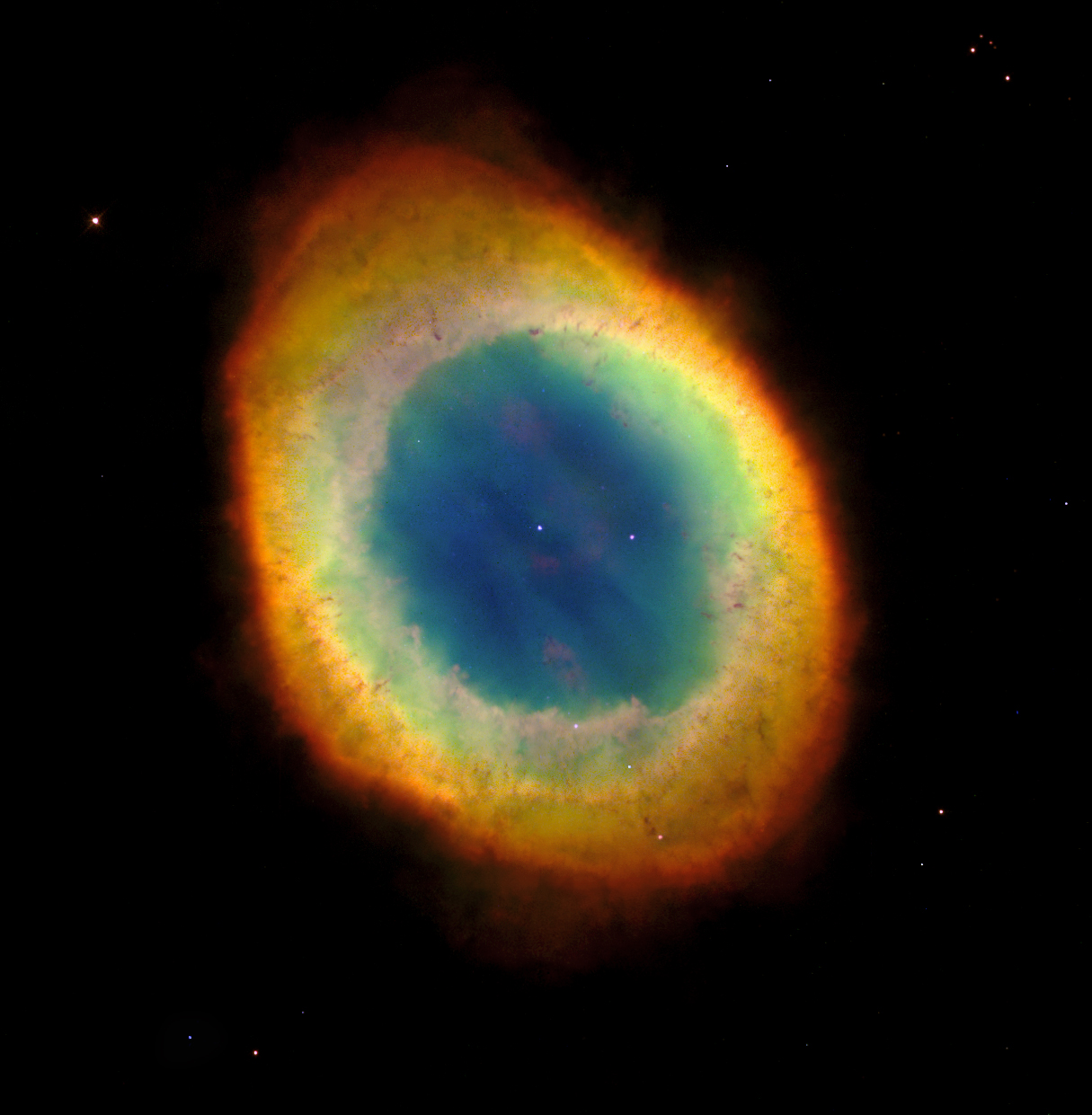
La nébuleuse de la Lyre, une nébuleuse planétaire similaire à ce que le Soleil deviendra.

Il s'agira d'un évènement relativement « paisible », ne s'apparentant en rien à une supernova, que le Soleil est trop petit pour poursuivre dans le cadre de son évolution. Un observateur pouvant témoigner de cet évènement aurait observé une accélération massive de la vitesse des vents solaires, mais pas assez pour complètement détruire une planète. Néanmoins la perte de masse de l'étoile pourrait engendrer le chaos dans les orbites des planètes survivantes, les amenant éventuellement à une collision, ou encore les éjectant complètement du Système solaire, à moins qu'elles ne soient complètement broyées par les forces de marées. Après quoi, tout ce qui restera du Soleil sera une naine blanche, un objet extraordinairement dense, représentant 54 % de sa masse originale dans le volume de la Terre. Initialement, cette naine blanche pourrait être 100 fois plus lumineuse que le Soleil actuel. Elle sera entièrement constituée de carbone et d'oxygène dégénérés, mais n'atteindra jamais une température suffisante pour déclencher la fusion de ces éléments. Ainsi elle se refroidira progressivement, devenant de moins en moins lumineuse.
Lorsque le Soleil sera « mort », sous cette forme de « cœur mis à nu », son pouvoir d'attraction sur les corps en orbite, comme les planètes, les comètes et les astéroïdes se sera affaibli à cause de sa perte de masse dans les étapes précédentes. Toutes les orbites des planètes restantes vont s'étendre ; si Vénus, la Terre et Mars existent encore, leurs orbites seront à peu près de 1,4 au, de 1,9 au et de 2,8 au. Toutes les planètes deviendront sombres, glacées, et complètement dépourvues de toute forme de vie. Elles continueront à orbiter autour de leur étoile, leur vitesse étant réduite en raison de l'augmentation de la distance au Soleil et sa gravité réduite. Deux milliards d'années plus tard, quand le Soleil aura refroidi dans un intervalle de 6 000 K à 8 000 K, le carbone et l'oxygène dans le noyau du Soleil « gèleront », 90 % de sa masse restante devenant une structure cristalline. Finalement, après des milliers de milliards d'années supplémentaires, le Soleil cessera complètement de briller, devenant une naine noire.

## Interactions galactiques

Position du Système solaire dans la Voie lactée.

Le Système solaire voyage autour de la Voie lactée selon une orbite circulaire, à approximativement 30 000 années-lumière du centre galactique. Il lui faut au moins 220 voire 250 millions d'années pour effectuer une révolution complète, à la vitesse de 220 km/s. À ce rythme, depuis sa formation, le système a déjà réalisé au moins 20 révolutions.
Certains scientifiques ont suggéré que le cheminement du Système solaire à travers la Galaxie est l'un des facteurs expliquant les extinctions massives périodiques observées sur Terre au travers des enregistrements fossiles. Lors de ses orbites, le Soleil connaît en effet de légères oscillations verticales qui l'amènent à traverser régulièrement le plan galactique. Lorsqu'il est à l'extérieur du plan galactique, l'influence des marées galactiques est au plus faible. Lorsqu'il entre dans le disque galactique, ce qui a lieu tous les 20 à 25 millions d'années, il revient sous l'influence bien plus importante du disque galactique qui, selon certains modèles mathématiques, accroît le flux des comètes provenant du nuage d'Oort. Ce flux, alors quatre fois plus important, conduit à une augmentation importante de la probabilité d'un impact dévastateur.
Toutefois, d'autres scientifiques constatent que le Soleil est actuellement proche du plan galactique et que pourtant le dernier évènement de grande extinction remonte à 15 millions d'années. Par conséquent, la position verticale du Soleil ne saurait, à elle seule, expliquer ces extinctions périodiques. Ils retiennent alors plutôt comme déclencheur le fait que le Soleil traverse périodiquement les bras spiraux de la Galaxie. Les bras spiraux recèlent non seulement un plus grand nombre de nuages moléculaires, mais aussi une plus grande concentration de géantes bleues brillantes. Alors que la gravité des nuages peut interagir et perturber le nuage d'Oort, les géantes bleues, qui ont une plus courte durée de vie, explosent violemment en supernovas.

### Collision galactique et perturbation planétaire

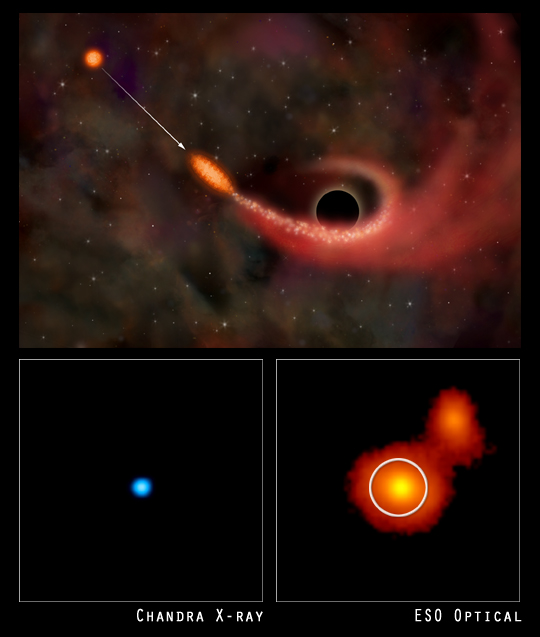
La fusion de la Voie lactée et d'Andromède engendrera un trou noir supermassif qui modifiera le milieu interstellaire où le Système solaire évoluera.

Bien que la grande majorité des galaxies de l'univers observable s'éloignent rapidement de la Voie Lactée, la galaxie d'Andromède, le plus grand membre du Groupe local, se dirige vers nous à la vitesse de 120 km/s. Dans 2 milliards d'années, Andromède et la Voie lactée devraient entrer en collision, les amenant toutes les deux à se déformer, leurs bras extérieurs distordus par les forces de marées dans de vastes queues de marée. Si cette perturbation initiale a lieu, les astronomes établissent à 12 % les chances que le Système solaire soit tiré à l'extérieur, dans la queue de marée de la Voie lactée et à 3 % les chances qu'il devienne gravitationnellement lié à Andromède et donc partie intégrante de cette galaxie. Après une nouvelle série de secousses gravitationnelles, au cours de laquelle la probabilité d'éjection du Système solaire passe à 30 %, un trou noir supermassif émergera. Finalement, en environ 7 milliards d'années, la Voie Lactée et Andromède termineront leur fusion en une gigantesque galaxie elliptique. Au cours de la fusion, la gravité accrue va forcer le gaz (s'il est en quantité suffisante) à se concentrer au centre de la galaxie elliptique en formation. Cela devrait conduire à une période d'intense formation d'étoiles appelée une galaxie à sursaut de formation d'étoiles. En outre, le gaz, en s'engouffrant dans le trou noir nouvellement formé, va le nourrir, le transformant en une galaxie active. La violence de ces interactions poussera probablement le Système solaire dans le halo externe de la nouvelle galaxie, le laissant relativement épargné par les rayonnements provenant de ces collisions,.
Il serait faux de croire que cette collision peut perturber les orbites des planètes au sein du Système solaire. Si la gravité des étoiles de passage peut détacher des planètes dans l'espace interstellaire, les distances entre les étoiles sont si grandes que la probabilité que la collision de la Voie Lactée et d'Andromède cause des perturbations à un système d'étoiles donné est négligeable. Bien que le Système solaire dans son ensemble puisse être affecté par ces évènements, le Soleil et les planètes ne devraient pas être dérangés.
Toutefois, au fil du temps, la probabilité cumulative d'une rencontre fortuite avec une étoile augmente, et la perturbation des planètes devient pratiquement inévitable. En supposant que le scénario du Big Crunch (ou effondrement terminal) ou bien du grand déchirement annonçant la fin de l'Univers ne se produise pas, les calculs indiquent que la gravité des étoiles de passage aura complètement dépouillé le Soleil mort de ses planètes restantes d'ici un million de milliards (1015) d'années. Ce point marque alors la fin du « Système solaire ». Bien que le Soleil et les planètes puissent y survivre, le Système solaire, tel que nous le concevons, cessera d'exister.

## Chronologie

Ligne de temps illustrant la vie du Soleil.

L'échelle de temps de la formation du Système solaire a été déterminée en utilisant la datation radiométrique. Les scientifiques estiment que le Système solaire est vieux de 4,6 milliards d'années. Les plus vieilles roches connues sur Terre sont approximativement datées de 4,4 milliards d'années. Des roches de cet âge sont rares, car la surface de la Terre est constamment transformée par l'érosion, le volcanisme et la tectonique des plaques. Pour estimer l'âge du Système solaire, les scientifiques utilisent les météorites, qui furent formées durant la condensation primordiale de la nébuleuse solaire. L'essentiel des météorites (voir Canyon Diablo) sont datées de 4,6 milliards d'années, suggérant que le Système solaire devrait avoir au moins cet âge.
Les études des disques entourant les autres étoiles ont aussi permis d'établir une échelle de temps pour la formation du Système solaire. Les étoiles âgées entre un et trois millions d'années possèdent des disques riches en gaz, là où les disques autour d'étoiles âgées de plus de dix millions d'années, il n'y a plus du tout de gaz, suggérant que les planètes géantes gazeuses alentour avaient fini de se former.
Chronologie de l'évolution du Système solaire
Nota bene : Toutes les dates et les durées dans cette chronologie sont approximatives et ne devraient être comprises que comme des indicateurs donnant des ordres de grandeurs.

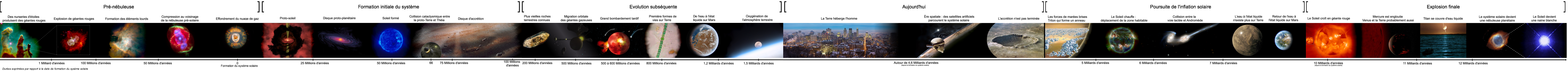
Une frise illustrant la chronologie complète de la formation et de l'évolution du Système solaire est disponible sur wikimedia commons.

| Phase                    | Durée depuis la formation du Soleil                          | Évènements |
| ------------------------ | ------------------------------------------------------------ | --- |
| Système pré-solaire      | Milliards d'années avant la formation du Système solaire     | Les générations précédentes d'étoiles vivent et meurent, injectant des éléments lourds dans le milieu interstellaire à partir duquel le Système solaire s'est formé |
| Système pré-solaire      | ~ 50 millions d'années avant la formation du Système solaire | Le Système solaire se forma dans une pépinière à étoiles, telle la nébuleuse d'Orion. Des étoiles les plus massives s'y sont aussi formées, y vivant leur vie et mourant finalement dans une explosion de supernova. Une supernova déclencha alors la formation du Système solaire,. |
| Formation du Soleil      | 0 à 100 000 années                                           | La nébuleuse pré-solaire se forme et commence à s'effondrer sur elle-même. Le Soleil commence alors à se former. |
| Formation du Soleil      | 100 000 à 50 millions d'années                               | Le Soleil est une proto-étoile telle que T Tauri. |
| Formation du Soleil      | 100 000 à 10 millions d'années                               | Les planètes extérieures se forment. Après dix millions d'années, le gaz contenu dans le disque protoplanétaire a été soufflé au loin, et la formation des planètes extérieures est quasiment terminée. |
| Formation du Soleil      | 10 millions à 100 millions d'années                          | Les planètes telluriques et la Lune se forment. De gigantesques impacts ont lieu. L'eau est alors déposée sur Terre. |
| Séquence principale      | 50 millions d'années                                         | Le Soleil devient une étoile de la séquence principale. |
| Séquence principale      | 200 millions d'années                                        | Les plus vieilles roches de la Terre se forment. |
| Séquence principale      | 500 millions à 600 millions d'années                         | La résonance des orbites de Jupiter et de Saturne déplacent Neptune dans la ceinture de Kuiper. Le grand bombardement tardif a lieu dans le Système solaire interne. |
| Séquence principale      | 800 millions d'années                                        | La plus vieille forme de vie connue apparaît sur Terre. |
| Séquence principale      | 4,6 milliards d'années                                       | Aujourd'hui. Le Soleil reste une étoile de la séquence principale, devenant continuellement plus chaud et lumineux au rythme d'environ 10 % chaque milliard d'années. |
| Séquence principale      | 6 milliards d'années                                         | La zone habitable du Soleil sort de l'orbite terrestre, glissant peut-être jusqu'à celle de Mars. |
| Séquence principale      | 7 milliards d'années                                         | La Voie lactée et la galaxie d'Andromède entrent en collision. Il est possible qu'à cette occasion le Système solaire soit capturé par Andromède avant que les galaxies ne fusionnent complètement. |
| Post-séquence principale | 10 milliards à 12 milliards d'années                         | Le Soleil commence à brûler l'hydrogène dans une enveloppe entourant son noyau, concluant sa vie d'étoile de la séquence principale. Le Soleil commence à suivre la branche des géantes rouges du diagramme de Hertzsprung-Russell, devenant incroyablement plus lumineux (par un facteur de 2 700 ou plus), plus large (un rayon 250 fois plus grand), et plus froid (baissant jusqu'à 2 600 K) : le Soleil est alors une géante rouge. Il engloutit Mercure, et éventuellement Vénus et la Terre,. |
| Post-séquence principale | ~12 milliards d'années                                       | Le Soleil devient une étoile brûlant de l'hélium, sur la branche horizontale traversant les phases de la branche asymptotique des géantes. Il perd alors environ 30 % de sa masse dans toutes les phases suivant la séquence principale. La branche asymptotique des géantes termine avec l'éjection d'une nébuleuse planétaire, laissant le noyau du Soleil derrière elle sous la forme d'une naine blanche.                                                                                        |
| Les restes du Soleil     | > 12 milliards d'années                                      | La naine blanche solaire ne produit plus aucune énergie, devenant continuellement plus froide et atteignant finalement l'état de naine noire. |
| Les restes du Soleil     | ~ un million de milliards d'années (1015 années)             | Le Soleil refroidit jusqu'à 5 K. La gravité des étoiles proches détache les planètes de leurs orbites. Le Système solaire cesse d'exister. |